# Smells Like Teen Spirit
"Smells Like Teen Spirit" er en sang komponeret og indspillet af det amerikanske rockband Nirvana. Sangen er første nummer på bandets andet album Nevermind fra 1991, hvorfra den også er førstesingle. Den blev udgivet på DGC Records. Sangen er skrevet af Kurt Cobain, Krist Novoselic og Dave Grohl og er produceret af Butch Vig. Sangen bruger en vers-omkvædsform, hvor hovedriffet, bestående af fire akkorder, bliver brugt i introen og omkvædet for at skabe en skiftevis støjende og dæmpet dynamik.
Den uforudsete succes, som "Smells Like Teen Spirit" fik fra slutningen af 1991, medvirkede til at bringe Nevermind til toppen af hitlisterne i starten af 1992, en begivenhed der er blevet betegnet som det tidspunkt, hvor alternativ rock blev anerkendt som mainstream. "Smells Like Teen Spirit" var Nirvanas største hit og opnåede en sjetteplads på Billboard Hot 100 og var endvidere placeret højt på musikhitlister over hele verden i 1991 og 1992.
"Smells Like Teen Spirit" modtog mange roser fra anmelderne, blandt andet var den i toppen af Village Voice Pazz & Jop anmeldernes afstemning og vandt to MTV Video Music Awards for dens musikvideo, der blev vist gentagne gange på MTV. Sangen blev døbt en "slagsang for apatiske børn" i Generation X, men bandet havde det dårligt med den succes og opmærksomhed, den gav. Sangen var en del af videospillet Guitar Hero 5.

## Baggrund og indspilning
I et interview i januar 1994, med Rolling Stone, afslørede Nirvanas frontmand Kurt Cobain, at "Smells Like Teen Spirit" var et forsøg på at skrive en sang, der mindede om Pixies' stil, et band han beundrede meget. Han forklarede:
| Citat       | Jeg prøvede på at skrive den ultimative popsang. Egentlig prøvede jeg bare at kopiere the Pixies. Det bliver jeg nødt til at indrømme. Da jeg hørte the Pixies for første gang, følte jeg mig så tæt forbundet til bandet, at jeg burde have været med i bandet, eller i det mindste et coverband. Vi brugte deres forståelse for dynamik, ved at være bløde og stille, og så larmende og hårde | Citat |
| Kurt Cobain | |       |

Cobain påbegyndte først kompositionen af "Smells Like Teen Spirit" et par uger før indspilningen af Nirvanas andet album Nevermind i 1991. Da han første gang præsenterede sangen for sine bandkammerater, bestod kompositionen kun af hovedriffet og omkvædsmelodien, som bassisten Krist Novoselic på dette tidspunkt afviste som værende "tåbeligt". Som svar herpå tvang Cobain bandet til at spille riffet i "halvanden time". I et interview fra 2001 huskede Novoselic, at han efter at have spillet riffet igen og igen, tænkte "Vent et øjeblik. Hvorfor sænker vi ikke bare hastigheden en lille smule? Så jeg startede med at spille vers-delen. Og Dave [startede med at] spille trommebeatet. Som et resultat heraf, er det den eneste sang på Nevermind der kreditterer alle tre bandmedlemmer som sangskrivere.
Cobain fandt på sangens titel, da hans ven Kathleen Hanna, på dette tidspunkt forsanger i riot grrrl-bandet Bikini Kill, spraymalede "Kurt Smells Like Teen Spirit" på hans væg. Eftersom de havde diskuteret anarki, punk rock og lignende emner, tolkede Cobain sloganet som et revolutionært budskab. Hvad Hanna faktisk mente, var, at Cobain lugtede som deodoranten Teen Spirit, som hans daværende kæreste Tobi Vail benyttede. Cobain sagde senere, at han først måneder efter, at singlen var udgivet, blev klar over, at det var et deodorantmærke.
"Smells Like Teen Spirit" var, sammen med "Come as You Are", en af få nye sange, der var blevet skrevet af Nirvana siden de første indspilningssessioner med Butch Vig i 1990. Før starten på Nevermind-indspilningerne, sendte bandet Vig en rå kassettedemo med øvelser af sange der inkluderede "Teen Spirit". Selvom lyden på båndet var vildt forvredet, fordi bandet spillede med så høj en volumen, kunne Vig høre noget af melodien, og følte at sangen havde potentiale. Nirvana indspillede "Smells Like Teen Spirit" i Sound City-studierne i Van Nuys, Californien med Vig i maj 1991. Vig foreslog nogle arrangementændringer til sangen, heriblandt at flytte en guitar-ad lib ind i omkvædet, og trimme længden af omkvædet. Bandet indspillede basistracket for sangen i tre forsøg, og besluttede at beholde nummer to. Vig inkorporerede nogle soniske rettelser ind i deres normale liveoptræden, fordi Cobain havde problemer med timingen mellem at skifte mellem hans guitars effektpedaler. Det lykkedes kun Vig at få tre vokaloptagelser fra Cobain, hvortil produceren sagde "Jeg var heldig hvis jeg nogensinde fik Kurt til at tage fire forsøg."

## Komposition
"Smells Like Teen Spirit" følger en F–B♭–A♭–D♭ akkordprogression, med hovedguitarriffet konstrueret fra fire powerakkorder spillet i en synkoperet sekstendedelsnode klimpre af Cobain. Guitarakkorderne var dobbelttracket fordi bandet "ville have det til at lyde mere kraftfuldt", ifølge Vig. Akkorderne går til tider ind i suspenderet akkord stemmeføring som et resultat af at Cobain spillede de fire nederste strenge af guitaren for fylden i lyden. Lytterne kom med mange kommentarer om at sangen have en overfladisk lighed med Bostons hit "More Than a Feeling" fra 1976. Cobain selv, havde samme opfattelse, og sagde at det var "sådan en klichefyldt riff. Det var så tæt på et Boston riff eller [The Kingsmen's] 'Louie Louie.'" Men, Rikky Rooksby pointerer at "Smells Like Teen Spirit" og "More Than a Feeling" følger forskellige akkordprogressioner.
"Smells Like Teen Spirit" bruger en "nogenlunde konventionel formel struktur" der består af fire-, otte-, og tolv-takts sektioner der inkluderer et otte-takts vers, et otte-takts første omkvæd (præ-omkvæd), og et tolv-takts andet omkvæd (hovedomkvædet). Musikologisten Graeme Downes, der var frontmand i The Verlaines, siger at "Smells Like Teen Spirit" illustrerer udviklende variation. Elementer af sangens struktur er markeret med skift i volumen og dynamik, frem og tilbage mellem stille og højt en masse gange gennem længden af sangen. Denne struktur af "stille vers med vakkelvorne omkvædet guitar, efterfulgt af store, højlydte hardcore-inspirerede omkvæd" blev en meget efterlignet skabelon i alternativ rock på grund af "Teen Spirit".
Under versene fastholder bandet den samme akkordprogression som i omkvædet. Cobain spiller en to-notes guitarlinje over Novoselics rod-note ottendedelsnode basgang, der fremhæver akkordprogressionen. I takt med at sangen nærmer sig omkvædene, begynder Cobain at spille de samme to toner på hvert taktslag i rytmen, og gentager ordet "Hello". Efter det første og andet omkvæd, synger Cobain simultant ordet "Yay" og fremfører en enklangsbøjning på sin guitar. Efter det andet omkvæd, spiller Cobain en 16-takts guitarsolo, der næsten fuldstændigt gentager hans vokale melodi fra verset og præ-omkvædet.. Under det afsluttende refrain, synger Cobain "A denial" om og om igen; hvor hans stemme bliver overanstrengt og næsten lukker på grund af kraften fra råbene.

## Udgivelses, succes og anerkendelse
Efter den blev udgivet til radioen den 27. august 1991, blev "Smells Like Teen Spirit" udgivet to uger senere den 10. september som førstesingle fra Nevermind, bandets debut på et stort pladeselskab. Sangen kom ikke øjeblikket på hitlisterne, og den solgte kun godt i de regioner af USA hvor der allerede var en etableret fanbase. Det var ikke forventet at "Smells Like Teen Spirit" skulle blive et hit, det var bare tænkt som del base-byggende alternative rock-del fra albummet. Det var forventet at den efterfølgende single, "Come as You Are" kunne være sangen der kunne krydse over og blive et mainstream-hit. Men campusradio og moderne rock-radiostationer tog sangen til sig, og spillede den ofte. Danny Goldberg fra Nirvanas managementfirma Gold Mountain indrømmede senere at "ingen af os hørte den som en crossover-sang, men folk hørte den, og det var momentalt [. . .] De hørte den på alternativ radio, og derefter skyndte de sig ud som lemminger, for at købe den." Videoen fik sin verdenspremiere på MTV's late-night alternative rock program 120 Minutes, og viste sig at være så populær at kanalen begyndte at sende den i den normale rotation i dagtimerne. MTV tilføjede videoen til sit "Buzz Bin"-udvalg i oktober, hvor den forblev indtil midt i december. Ved slutningen af året var sangen, og den dertilhørende video, samt albummet Nevermind blevet hits. Både sangen og Nevermind blev en sjældent krydsformat-fænomen, der nåede alle de store radiostationer, heriblandt moderne rock, hård rock, album rock og collegeradio.
"Smells Like Teen Spirit" blev en anmelder- og kommerciel succes. Sangen toppede i årslisterne fra Village Voice, "Pazz & Jop" and Melody Maker i 1991, og nåede andenpladsen på Rolling Stone's liste over bedste singler fra samme år. Singlen toppede som nummer seks på Billboards singlehitliste samme uge som Nevermind nåede nummer et på albumlisten. "Teen Spirit" blev nummer et på Modern Rock Tracks-hitlisten, og er siden blevet certificeret platin (en million eksemplarer sendt ud) af Recording Industry Association of America. Men mange af de amerikanske Top 40 stationer var henholdende med at spille sangen i deres regulære rotation på grund af dens lyd, og spillede den kun i aften og nattetimerne. Singlen var også succesfuld i andre lande. I Storbritannien nåede "Smells Like Teen Spirit" en syvendeplads, og forblev på listen i 184 uger. Sangen blev nomineret til to Grammy Awards: Bedste hård rock præstation med vokal og Bedste rock sang. Entertainment Weekly kaldte senere Nirvanas tab til Eric Clapton i Bedste rock sang-kategorien for en af de ti største skandaler i Grammy-historien.
I efterdønningerne af Nirvanas succes skrev Michael Azerrad i 1992 i en artikel i Rolling Stone; "'Smells Like Teen Spirit' er en hymne for (eller er det mod?) 'Hvorfor spørge hvorfor?"-generationen. Bare ikke kald Cobain talsmand for den generation."" Ikke desto mindre gav musikpressen sangen en "hymne-for-en-generation"-status, og dermed placerede de Cobain som en modvillig talsmand for Generation X. The New York Times observerede at "'Smells Like Teen Spirit' kunne blive denne generations version af Sex Pistols' single fra 1976, 'Anarchy in the U.K.', hvis det ikke var for den bitre ironi der gennemsyrer dens titel," og tilføjede, "Som Nirvana udmærket ved, bliver teen spirit rutinemæssige sat på flaske, pakket ind og solgt." Bandet blev utilpas med sangens succes, og i senere koncerter undlod de helt at have den på setlisten. Før udgivelsen på bandets næste album fra 1993, In Utero, bemærkede Novoselic "Hvis det ikke var for 'Teen Spirit' ved jeg ikke hvordan Nevermind ville have klaret sig" og observerede "Der er ingen 'Teen Spirits' på In Utero." Cobain sagde i 1994; "Jeg kan stadig lide at spille 'Teen Spirit', men det er næsten flovt at spille den [. . .] Alle har fokuseret så meget på den sang".
I årene efter Cobains død i 1994 og bandet efterfølgende opløsning, har "Smells Like Teen Spirit" forsat med at høste anerkendelse, og bliver nu ofte nævnt som en af de bedste sange nogensinde. Den blev optaget i Rock and Roll Hall of Fames liste af "sange der formede Rock and Roll" i 1997. I 2000 rangere VH1 sangen som nummer 41 på deres "100 Største Rocksange"-liste, mens MTV og Rolling Stone rangerede den som nummer tre på deres fælles liste over de "100 største popsange". The Recording Industry Association of America placerede "Smells Like Teen Spirit" som nummer 80 på deres liste over "sange fra årtusindet" fra 2001. I 2002 gav NME sangen andenpladsen på deres liste over de "100 Bedste Singler Nogensinde", mens Kerrang! rangerede den som nummer et på deres egen liste over de "100 Største Singler Nogensinde". VH1 placerede "Smells Like Teen Spirit" som nummer et på deres liste over de "100 Største sange de sidste 25 år" i 2003, mens sangen samme år, blev nummer tre i en Q-afstemning over de "1001 bedste sange nogensinde". I 2004 rangerede Rolling Stone "Smells Like Teen Spirit" som nummer ni på deres liste over "De 500 bedste sange nogensinde", og beskrev dens indflydelse som "en chokbølge af høj-amplitudes renhed", og noterede at "[den] fjernede den langvarige lyd fra 80'erne fra landkortet henover natten." Sangen blev placeret som nummer seks i NME's "Bedste globale sangen nogensinde afstemning" i 2005. I afstemningen "The Nation's Favourite Lyric", lavet af VH1 UK, blev linjen "I feel stupid and contagious/Here we are now, entertain us" rangeret som nummer tre blandt mere en 13.000 stemmer. VH1 placerede "Smells Like Teen Spirit" som nummer et på deres liste over de "100 bedste sange fra 90'erne" i 2007, mens Rolling Stones rangerede den som nummer ti på deres liste over de "100 bedste guitarsange nogensinde". I 2009 blev sangen stemt ind som nummer et, for tredje gang i træk på Triple J Hottest 100 of All Time i Australien (den var tidligere nummer et i 1991 og i 1998). Det samme år rangerede VH1 sangen som nummer syv op deres liste over de "100 bedste hård rocksange". Selvom de i 2006 omtalte den i deres gennemgang af Nevermind til listen "The All-TIME 100 Albums" med ordene "'Smells Like Teen Spirit' [. . .] er måske albummets dårligste sang," inkluderede Time senere sangen på deres liste "The All-TIME 100 songs" i 2011. Det samme år forblev "Smells Like Teen Spirit" på niendepladsen på Rolling Stones opdaterede liste over de "500 bedste sange nogensinde". NME placerede sangen som nummer to på deres liste over de "100 bedste sangen fra 90'erne" i 2012, og nummer et på deres liste over de "500 bedste sange nogensinde" i 2014.
"Smells Like Teen Spirit" blev genudgivet i en begrænset mængde, som en 7-inch vinyl-single i december 2011. I et forsøg på at emulere en succesfuld Facebook-kampagne for Rage Against the Machines sang "Killing in the Name" i 2009, blev en lignende kampagne igangsat for at promovere Nirvana-singlen så den kunne blive årets jule-et'er på den britiske singlehitliste i 2011, i en protest mod The X Factor's samarbejde med børnevelgørenhedsorganisationen Rhytmix. En lignende kampagne blev også startet i Irland for at få sangen til at blive jule-et'er på Irish Singles Chart i 2011. Kampagnen resulterede i at sangen nåede nummer 11 på UK Singles Chart med 30.000 solgte eksemplarer.
| \| År \| Publikation \| Anerkendelse \| Rangering \| Ref. \| \| ---- \| ----------------------------------------- \| ---------------------------------------- \| --------- \| ---- \| \| 1991 \| Triple J \| Triple J Hottest 100 of All Time \| 1 \| [53] \| \| 1993 \| Rolling Stone \| "The 100 Top Music Videos" \| 2 \| [63] \| \| 1997 \| Rock and Roll Hall of Fame \| "The Songs That Shaped Rock and Roll" \| N/A \| [38] \| \| 1998 \| Triple J \| Triple J Hottest 100 of All Time \| 1 \| [54] \| \| 1999 \| MTV \| "100 Greatest Music Videos Ever Made" \| 3 \| [64] \| \| 1999 \| Kerrang! \| "100 Greatest Rock Tracks Ever!" \| 1 \| [65] \| \| 2000 \| VH1 \| "100 Bedste Rocksange" \| 41 \| [39] \| \| 2000 \| VH1 \| "100 Greatest Rock & Roll Moments on TV" \| 18 \| [66] \| \| 2000 \| MTV og Rolling Stone \| "100 Bedste Popsange" \| 3 \| [40] \| \| 2001 \| Recording Industry Association of America \| "Songs of the Century" \| 80 \| [41] \| \| 2001 \| VH1 \| "100 Greatest Videos" \| 4 \| [67] \| \| 2002 \| NME \| "100 Greatest Singles of All Time" \| 2 \| [42] \| \| 2002 \| Kerrang! \| "100 Greatest Singles of All Time" \| 1 \| [43] \| \| 2003 \| VH1 \| "100 Bedste sange de sidste 25 år" \| 1 \| [44] \| \| 2003 \| Q \| "1001 Bedste sange nogensinde" \| 3 \| [45] \| \| 2004 \| Rolling Stone \| "500 største sange nogensinde" \| 9 \| [46] \| \| 2005 \| NME \| "Global Best Song Ever Poll" \| 6 \| [48] \| \| 2007 \| VH1 \| "100 Bedste sange i 90'erne" \| 1 \| [50] \| \| 2007 \| Rolling Stone \| "100 Bedste guitarsange nogensinde" \| 10 \| [51] \| \| 2009 \| Triple J \| Triple J Hottest 100 of All Time \| 1 \| [52] \| \| 2009 \| VH1 \| "100 Bedste hård rocksange nogensinde" \| 7 \| [55] \| \| 2011 \| Time \| "The All-TIME 100 Songs" \| N/A \| [57] \| \| 2011 \| Rolling Stone \| "500 største sange nogensinde" \| 9 \| [47] \| \| 2012 \| NME \| "100 Bedste sange i 90'erne" \| 2 \| [58] \| |                                           |                                          |           |        |
| År | Publikation                               | Anerkendelse                             | Rangering | Ref.   |
| 1991 | Triple J                                  | Triple J Hottest 100 of All Time         | 1         | [ 53 ] |
| 1993 | Rolling Stone                             | "The 100 Top Music Videos"               | 2         | [ 63 ] |
| 1997 | Rock and Roll Hall of Fame                | "The Songs That Shaped Rock and Roll"    | N/A       | [ 38 ] |
| 1998 | Triple J                                  | Triple J Hottest 100 of All Time         | 1         | [ 54 ] |
| 1999 | MTV                                       | "100 Greatest Music Videos Ever Made"    | 3         | [ 64 ] |
| 1999 | Kerrang!                                  | "100 Greatest Rock Tracks Ever!"         | 1         | [ 65 ] |
| 2000 | VH1                                       | "100 Bedste Rocksange"                   | 41        | [ 39 ] |
| 2000 | VH1                                       | "100 Greatest Rock & Roll Moments on TV" | 18        | [ 66 ] |
| 2000 | MTV og Rolling Stone                      | "100 Bedste Popsange"                    | 3         | [ 40 ] |
| 2001 | Recording Industry Association of America | "Songs of the Century"                   | 80        | [ 41 ] |
| 2001 | VH1                                       | "100 Greatest Videos"                    | 4         | [ 67 ] |
| 2002 | NME                                       | "100 Greatest Singles of All Time"       | 2         | [ 42 ] |
| 2002 | Kerrang!                                  | "100 Greatest Singles of All Time"       | 1         | [ 43 ] |
| 2003 | VH1                                       | "100 Bedste sange de sidste 25 år"       | 1         | [ 44 ] |
| 2003 | Q                                         | "1001 Bedste sange nogensinde"           | 3         | [ 45 ] |
| 2004 | Rolling Stone                             | "500 største sange nogensinde"           | 9         | [ 46 ] |
| 2005 | NME                                       | "Global Best Song Ever Poll"             | 6         | [ 48 ] |
| 2007 | VH1                                       | "100 Bedste sange i 90'erne"             | 1         | [ 50 ] |
| 2007 | Rolling Stone                             | "100 Bedste guitarsange nogensinde"      | 10        | [ 51 ] |
| 2009 | Triple J                                  | Triple J Hottest 100 of All Time         | 1         | [ 52 ] |
| 2009 | VH1                                       | "100 Bedste hård rocksange nogensinde"   | 7         | [ 55 ] |
| 2011 | Time                                      | "The All-TIME 100 Songs"                 | N/A       | [ 57 ] |
| 2011 | Rolling Stone                             | "500 største sange nogensinde"           | 9         | [ 47 ] |
| 2012 | NME                                       | "100 Bedste sange i 90'erne"             | 2         | [ 58 ] |

## Lyrik og fortolkning
Lyrikken til "Smells Like Teen Spirit" var ofte svær for lytterne at dechifrere, både på grund af dens uforståelighed og på grund af Cobains slørrede, sangstemme der kom fra struben.[kilde mangler] Dette problem var forværret af at coveret til Nevermind ikke indeholdt lyrikken til nogle af sangene, på nær nogle udvalgte lyriske fragmenter.[kilde mangler] Denne uforståelighed var med til forårsage modstanden fra radiostationerne i forhold til at tilføje sangen til deres playlister; en Geffen-reklamemand husker at folk fra rockradio fortalte hende; "Vi kan ikke spille dette. Jeg kan ikke forstå hvad manden siger." MTV gik så langt som til at forberede en version af videoen der inkluderede lyrikken i bunden af skærmen, som de sendte da videoen kom med i deres rotationsskema. Lyrikken til albummet, og fra nogle tidligere og alternative versioner af sangene, blev senere udgivet i covernoterne til "Lithium"-singlen i 1992. Den amerikanske rockanmelder Dave Marsh noterede sig disc jockeyerne på den tid, kaldte sange "1990'ernes 'Louie Louie'" og skrev "som 'Louie,' bare mere, afslører 'Teen Spirit' dens hemmeligheder modvilligt, og samtidig ofte usammenhængende." Marsh, der forsøgte at dechifrere lyrikken til sangen, følte efter at have læst den korrekte lyrik fra sangens partitur at "hvad jeg troede var noget bedre (i det mindste mere tilfredsstillende) end hvad Nirvana faktisk sang" og tilføjede "Det værste af det hele, er at jeg ikke er sikker på jeg forstår [meningen med] 'Smells Like Teen Spirit' bedre nu, end før jeg opgav og læste den version af fakta."
"Teen Spirit" bliver i bredt omfang anset som en teenagesrevolutionstema, en forståelse der forstærkes af sangens musikvideo. I et interview foretaget den dag Nevermind blev udgivet, sagde Cobain at sangen var om hans venner, og forklarede "Vi føler stadig at vi er teenagere fordi vi ikke følger retningslinjerne i forhold til hvad der forventes af os for at være voksne [. . .] Det er også en form for teenagesrevolutionstema." I takt med at Cobain lavede flere interview, ændredes hans forklaring af sangen og han gav sjældent specifikke oplysninger om sangen. Da han diskuterede sangen i Michael Azerrads biografi Come as You Are: The Story of Nirvana, afslørede Cobain at han følte han havde en pligt "til at beskrive hvad jeg følte omkring mine omgivelser, min generation og folk på min alder."
Bogen Teen Spirit: The Stories Behind Every Nirvana Song beskriver "Teen Spirit" som "en typisk mørk Cobain-udforskning af mening og meningsløshed." Azerrad lægger vægt på den sidestilling af Cobains modstridende lyrik (såsom "It's fun to lose and to pretend") og fastslår "pointen der fremkommer er ikke bare konflikten mellem de to modstridende ideer, men den forvirring og vrede som konflikten producerer i fortælleren - han er vred over at han er forvirret." Azerrads konklusion er at sangen er "alternativt en sarkastisk reaktion på ideen om faktisk at have en revolution, samtidig med at den omfavner ideen". I Heavier Than Heaven, Charles R. Cross' biografi af Kurt Cobain, argumenterer forfatteren for at sangen er en reference til Cobains forhold til ekskæresten Tobi Vail. Cross citerer linjen "She's over-bored and self-assured" og fastslår at sangen "ikke kan have været om nogen andre." Cross bygger også sit argument på at tekst der var tilstede i tidligere udgaver af lyrikken, såsom "Who will be the King & Queen of the outcasted teens." 
Cobain har sagt at "Hele sangen er bygget på modstridende ideer [. . .] Den laver bare sjov med tanken om at lave en revolution. Men det er den dejlig tanke ikke desto mindre." Trommeslager Dave Grohl har sagt at han ikke mener at sangen har noget budskab og sagde "Bare at se Kurt skrive lyrikken til en sang fem minutter før han synger dem første gang, gør det svært at tro at sangen har meget at sige om noget. Du har brug for stavelser til at fylde dette tomrum, eller du har brug for noget der rimer."

## Musikvideo
Musikvideoen til "Smells Like Teen Spirit" var den første for instruktøren Samuel Bayer. Bayer udtalte at han mente han var blevet hyret fordi hans testhjul var så dårligt at bandet troede produktionen ville blive mere "punk" og "ikke firmaagtig." Videoen blev baseret på konceptet med en skolekoncert der ender i anarki og optøjer. Inspirationen kom fra Jonathan Kaplans film Over the Edge fra 1979, ligesom også Ramones' film Rock 'n' Roll High School gav inspiration. Den blev filmet på en lydscene i Culver City, og viste bandet der spillede til et pep rally i en high school-gymnastiksal, til en publikum fyldt med apatiske studerende på lægterne, og cheerleadere der havde sort kjoler med Cirkel-A-anarkistsymbolet på. Videoen sluttede med en samling af studerene der ødelægger settet og bandets udstyr. Ødelæggelsen af settet der bliver vist i slutningen af videoen, var resultatet af oprigtigt utilfredshed. Statisterne der fyldte lægterne var tvunget til at blive siddende gennem flere gentagelse af sangen en hel eftermiddag. Cobain overbeviste Bayer om at give tilladelse til at lade statisterne moshe, og settet blev en scene fyldt med kaos. "Da ungerne kom ud for at danse sagde de bare 'fuck dig', fordi de var så trætte af det her lort gennem hele dagen" sagde Cobain. Cobain kunne ikke lide Bayers endelige redigering, og stod personligt for en genklipning af videoen, der resulterede i den version der til sidst blev vist. En af Cobains store tilføjelser, var det næstsidste klip i videoen, der viser en close-up af hans eget ansigt, efter det har været utydeligt i det meste af videoen. Bayer sagde at, i modsætning til artister han arbejdede med senere hen, gik Cobain ikke op i forfængelighed, men mere at "videoen havde noget der virkelig handlede om hvad de stod for.  Videoen havde et estimeret budget på mellem $30.000 og $50.000. Musikvideoen havde verdenspremiere i MTV's program 120 Minutes den 29. september 1991.
Ligesom med sangen, blev musikvideoen til "Smells Like Teen Spirit" vel modtaget af anmelderne. Rolling Stone-skribenten David Fricke beskrev videoen som om den lignede "det største du overhovedet kan forestille dig." Udover at være nummer et i single-kategorien, toppede "Teen Spirit" også musikvideokategorien i Village Voice's "Pazz & Jop"-afstemning i 1991. Videoen gav Nirvana priserne for Bedste nye artist og Bedste Alternative gruppe ved MTV Video Music Awards i 1992, og i 2000 kårede Guinness Rekordbog "Teen Spirit" som den mest spillede video på MTV Europe. I de efterfølgende år påstod Amy Finnerty, tidligere i MTV's program-afdeling, at videoen "ændrede hele MTV's look" ved at give dem "en helt ny generation at sælge til." Rolling Stone placerede musikvideoen til "Smells Like Teen Spirit" som nummer to på deres 1993-udgave af listen over de "100 Bedste Musikvideoer". MTV rangerede sangens musikvideo som nummer tre på deres liste over de "100 Største Musikvideoer Nogensinde" i 1999. VH1 placerede debuten af musikvideoen til "Teen Spirit" som nummer 18 på deres liste fra 2000 over de "100 Største Rock & Roll-øjeblikke på TV", og sagde at "videoen [indvarslede] alternativ rock som en stor kommerciel og popkulturel kraft". I 2001 rangerede VH1 videoen som nummer fire på deres "100 Bedste Videoer"-liste. Videoen er blevet parodieret mindst to gange; i "Weird Al" Yankovics musikvideo til "Smells Like Nirvana" og i Bob Sinclars musikvideo til "Rock This Party (Everybody Dance Now)" fra 2006.

## Live
"Smells Like Teen Spirit" blev første gange fremført live den 17. april 1991 på OK Hotel i Seattle, Washington. Fremførelsen er med på DVD'en fra boxsettet With the Lights Out fra 2004, mens kortere klip er inkluderet på Nevermind Classic Albums DVD'en, lige som de også er med i dokumentarfilmen Hype!. Da sangens tekst ikke var færdigskrevet på fremførelsestidspunktet, er der klare forskelle på denne liveversion, og den endelige version på albummet. Eksempelvis starter denne liveversion med "Come out and play, make up the rules" i modsætning til den endelige versions "Load up on guns, bring your friends." En indspilning af den tidlige udgave findes på With the Lights Out og igen på Silver: The Best of the Box. En lignende tidlig liveoptræden med sangen findes i dokumentaren 1991: The Year Punk Broke, der blev filmet under en sommerturné i Europe med Sonic Youth i 1991.
Nirvana har ofte ændret sangens lyrik og tempo til liveoptrædener. Nogle udgaver af liveoptrædener af sangen havde ændret linjen "our little group has always been" til "our little tribe has always been", hvilket kan høres på livealbummet From the Muddy Banks of the Wishkah fra 1996. Rolling Stone bemærkede at Wishkah-versionen af "Teen Spirit" "[fandt at] Cobains guitar faldt uden for sangens melodiske grænser, og sparkede nyt liv i et næsten udspillet hit." En bemærkelsesværdig anderledes udgave af "Smells Like Teen Spirit" fandt sted i BBC's Top of the Pops i 1991, i hvilken bandet afviste at mime til en forudindspillet sang, og Cobain sang med vilje med en lav stamme og ændrede flere stykker i teksten (eksempelvis blev "Load up on guns, bring your friends" til "Load up on drugs, kill your friends"). Cobain sagde senere at han prøvede på at lyde som den tidligere frontmand for The Smiths, Morrissey. Da Top of the Pops stoppede i 2006, placerede The Observer Nirvanas optræden med "Smells Like Teen Spirit" som den tredje bedste i showets historie. Denne optræden kan findes på hjemmevideoen fra 1994, Live! Tonight! Sold Out!!.

## Coverversioner
"Smells Like Teen Spirit" er blevet coveret af mange forskellige artister. En af de første coverindspilninger var en akustisk piano-version af Tori Amos på hendes EP Crucify fra 1992, som Cobain refererede til som værende "en god morgenmadsversion". Jazz-trioen The Bad Plus indspillede sangen til deres CD These Are the Vistas, The Melvins indspillede en version på The Crybaby med tidligere barnestjerne Leif Garrett, og industrielkunstneren Xorcist udgav også en hyldest. The Moog Cookbook udgav en synthesizer-baseret coverversion på The Moog Cookbook og den japanske beatboxer Dokaka har indspillet en beatboxet coverversion. Den britiske gruppe The Flying Pickets udgav en a cappella-version af sangen på deres album The Original Flying Pickets: Volume 1. Coverere af sangen på hyldestalbummer inkluderer Blanks 77 på Smells Like Bleach: A Punk Tribute to Nirvana, og Beki Bondage på Smells Like Nirvana; begge udgivet i 2000. I 2005 blev "Teen Spirit" coveret som en swing-sang af 1950'erne-stjernen Paul Anka. I 2006 lavede bandet Flyleaf et cover af sangen til Yahoo!'s LAUNCHcast. I 2007 inkluderede Patti Smith sangen, inklusiv et stykke af hendes eget poesi, på hendes cover-album Twelve. En familievenlig barbershop-kvartet-version blev fremført af Beaker, Link Hogthrob, Rowlf the Dog, og Sam Eagle fra filmen The Muppets fra 2011, og filmens soundtrack.
I januar 2015, fremførte Daniel Johns en innovativ livecover af sangen på Triple J's Beat The Drum-fødselsdagsfejring. 
Sangen er blandet lavet i mange andre former gennem årene. Tysklands Atari Teenage Riot samplede "Smells Like Teen Spirit" i sangen "Atari Teenage Riot" fra deres album Burn, Berlin, Burn! fra 1997. DJ Ballon, en tysk techno-DJ samplede også sangen i sin sang "Monstersound". En instrumental coverversion (ændret en smule og navngivet "Self High-Five" for at undgå lovmæssige udfordringer) blev produceret af World Championship Wrestling som indgangsmusik for wrestleren Diamond Dallas Page.
Udover coverversioner har "Smells Like Teen Spirit" også inspireret nogle parodier. "Weird Al" Yankovic parodierede sangen i 1992 med "Smells Like Nirvana", en sang om selve Nirvana. Yankovic parodierede det svære i at forstå Cobains syngen, samt lyrikken og meningen med den. Yankovic har sagt at Kurt Cobain fortalte ham at han realiserede at Nirvana "havde klaret det", da han hørte parodien. I 1995 indspillede queercore-bandet Pansy Division en parodi af sangen kaldet "Smells Like Queer Spirit" til deres Pile Up-album. Pansy Division-guitaristen Jon Ginoli insisterede på at hans bands version af sangen ikke var en parodi, men "en hengiven hyldest".

## Formater og spor
| UK 7" single (DGC 5) 1. "Smells Like Teen Spirit" (Cobain, Grohl, Novoselic) – 4:30 2. "Drain You" (Cobain) – 3:44 UK 12" single (DGCT 5) 1. "Smells Like Teen Spirit" (Cobain, Grohl, Novoselic) – 5:01 2. "Drain You" (Cobain) – 3:43 3. "Even in His Youth" (Cobain, Grohl, Novoselic) – 3:03 - Indeholder albumversionen af "Smells Like Teen Spirit". UK CD-single (DGCTD 5) 1. "Smells Like Teen Spirit" (Cobain, Grohl, Novoselic) – 4:30 2. "Drain You" (Cobain) – 3:43 3. "Even in His Youth" (Cobain, Grohl, Novoselic) – 3:03 4. "Aneurysm" (Cobain, Grohl, Novoselic) – 4:44 UK billede-disc 12" single (DGCTP 5) 1. "Smells Like Teen Spirit" (Cobain, Grohl, Novoselic) – 5:01 2. "Even in His Youth" (Cobain, Grohl, Novoselic) – 3:03 3. "Aneurysm" (Cobain, Grohl, Novoselic) – 4:44 - Indeholder albumversionen af "Smells Like Teen Spirit". | US 7" single (DGCS7-19050) 1. "Smells Like Teen Spirit" (Cobain, Grohl, Novoselic) – 4:30 2. "Even in His Youth" (Cobain, Grohl, Novoselic) – 3:03 US CD-single (DGCDS-21673) 1. "Smells Like Teen Spirit" (Cobain, Grohl, Novoselic) – 4:30 2. "Even in His Youth" (Cobain, Grohl, Novoselic) – 3:03 3. "Aneurysm" (Cobain, Grohl, Novoselic) – 4:44 US kassettesingle (DGCCS-19050) 1. "Smells Like Teen Spirit" (Cobain, Grohl, Novoselic) – 4:30 2. "Even in His Youth" (Cobain, Grohl, Novoselic) – 3:03 |  |

## Hitlister og certifikationer
| Hitlister (1991/1992)                            | Højeste placering |
| ------------------------------------------------ | ----------------- |
| Australien (ARIA)                                | 5                 |
| Belgien (Ultratop 50 Flanderen)                  | 1                 |
| Canada Top Singles (RPM)                         | 9                 |
| Finland (Suomen virallinen lista)                | 8                 |
| Frankrig (SNEP)                                  | 1                 |
| Holland (Dutch Top 40)                           | 3                 |
| Irland (IRMA)                                    | 15                |
| Italien (FIMI)                                   | 6                 |
| New Zealand (RIANZ)                              | 1                 |
| Norge (VG-lista)                                 | 2                 |
| Schweiz (Schweizer Hitparade)                    | 6                 |
| Spanien (AFYVE)                                  | 1                 |
| Storbritannien Singles (Official Charts Company) | 7                 |
| Sverige (Sverigetopplistan)                      | 3                 |
| Tyskland (Official German Charts)                | 2                 |
| USA Billboard Hot 100                            | 6                 |
| USA Mainstream Rock (Billboard)                  | 7                 |
| USA Alternative Songs (Billboard)                | 1                 |
| USA Dance Club Songs (Billboard)                 | 14                |
| USA Hot Dance/Electronic Songs (Billboard)       | 27                |
| Østrig (Ö3 Austria Top 40)                       | 8                 |

| Land                                                                                       | Certificering | Salg       |
| ------------------------------------------------------------------------------------------ | ------------- | ---------- |
| Danmark (IFPI Danmark)                                                                     | Guld          | 5.000^     |
| Italien (FIMI) Digital single                                                              | Platin        | 30.000*    |
| USA (RIAA) Fysisk single                                                                   | Platin        | 1.000.000^ |
| USA (RIAA) Digital single                                                                  | Platin        | 1,724,000  |
| Storbritannien (BPI)                                                                       | Gold          | 400,000^   |
| Streaming                                                                                  |               |            |
| Danmark (IFPI Danmark)                                                                     | Guld          | 1.300.000^ |
| *Salgstal baseret på certificering alene. ^Forsendelsestal baseret på certificering alene. |               |            |

## Medvirkende
- Kurt Cobain: vokalist, guitarist
- Krist Novoselic: bassist
- Dave Grohl: trommeslager